# 沙斯拉代斯
沙斯拉代斯（法語：Chasseradès，法語發音：[ʃasʁadɛs]）是法国洛泽尔省的一个旧市镇，属于芒德区。该旧市镇总面积61.93平方公里，2009年时的人口为158人。

## 人口
沙斯拉代斯人口变化图示